# Бондуры (Новосанжарский район)

Бондуры (укр. Бондури) — село,
Полузорский сельский совет,
Новосанжарский район,
Полтавская область,
Украина.
Код КОАТУУ — 5323484603. Население по переписи 2001 года составляло 52 человека.

## Географическое положение
Село Бондуры находится на расстоянии в 0,5 км от села Полузорье.
По селу протекает пересыхающий ручей с запрудой.
Рядом проходит автомобильная дорога М-22 (E 577).